# Гелдимурадов, Чары
Чары Гелдимурадов (род. 9 декабря 1950, Ашхабад, Туркменистан) — туркменский журналист, переводчик, писатель и редактор, внёсший значительный вклад в развитие национальной литературы и искусства. Член Союза писателей СССР и Союза журналистов СССР, ветеран труда.

## Биография
Чары Гелдимурадов родился 9 декабря 1950 года в городе Ашхабад. Школьное образование получил в школе № 26, но после окончания 7 класса он перевёлся в школу № 13 столицы. С ранних лет он проявлял интерес к литературе и искусству, что определило его будущую профессиональную деятельность.
Карьера Чары Гелдимурадова началась в 1965 году с работы корректором в газете «Захмет» Ашхабадского района. С 1970 по 1995 годы он работал в газете «Эдебият ве Сунгат» на различных должностях, включая корректора, издателя, литературного сотрудника, заведующего отделом и ответственного секретаря. С 1995 по 2013 годы он трудился в газете «Ватан» в качестве корреспондента, заместителя ответственного секретаря, заведующего отделом и ответственного секретаря.
С 2013 года Чары Гелдимурадов работает переводчиком в журнале «Всемирная литература», где занимается переводами произведений мировой классики на туркменский язык.

## Награды
Чары Гелдимурадов был удостоен ряда престижных наград:
- Обладатель медали имени Махтумкули Фраги (2014);
- Победитель конкурса «Алтын Асыр», организованного Президентом Туркменистана (2015);
- Ветеран труда (2016);
- Диплом первой степени и денежные премии в издательских конкурсах Узбекистана, Казахстана, Кыргызстана, Таджикистана и Туркменистана.
- Почётная грамота и медаль Советского комитета солидарности стран Азии и Африки;
- Член Союза писателей СССР и Союза журналистов СССР

## Переведенные произведения
Чары Гелдимурадов перевёл на туркменский язык множество известных произведений мировой литературы, включая:
- «Книга о разнообразии мира» Марко Поло; (2014);
- «Эмир Теймур» Валерия Березикова; (2014);
- «Хитроумный Идалго Дон Кихот Ламанчский» Мигеля де Сервантеса (роман в двух томах); (2015-2018);
- «Человек-невидимка» Герберта Уэллса; (2020);
- Шутки, загадки и рассказы Гумера Баширова из цикла «Татарский фольклор»; (2021);
- «Человек-амфибия» Александра Беляева.(2023);
- «Амадей» Питера Шеффера;(2023-2024);

Его переводы внесли значительный вклад в развитие туркменской литературы, делая мировые шедевры доступными для широкой аудитории Туркменистана.

## Литературная деятельность

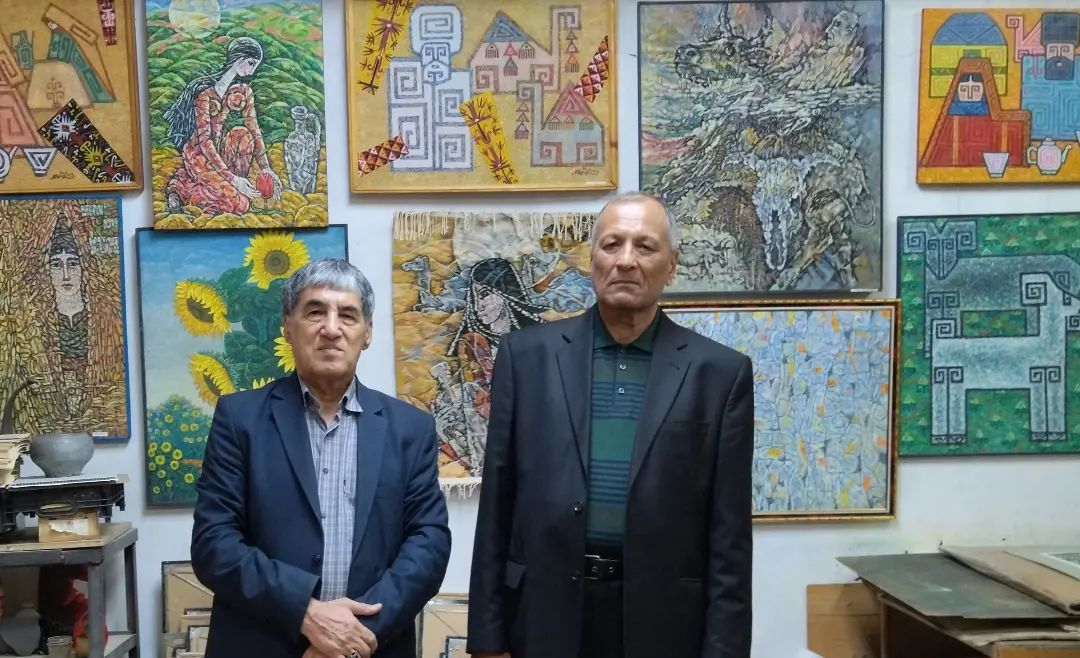
Çary Geldimyradow we Meret Gylyjow

Помимо переводческой деятельности, Гелдимурадов является автором ряда оригинальных произведений:
- «Спокойствие» — рассказы для детей (1980);
- «Избалованный» — сборник сатирических рассказов (1981);
- «Выход из положении» — сатирические рассказы (1987);
- «Львиная Доля» — сатирические рассказы (1989);
- «Позвольте рассказать вам о том, что я видел и слышал…» — сборник интересных историй, произошедших с творческими коллективами;
- «Мир смеётся» — юмористические произведения со всего мира (2014);
- «Приятные воспоминания» — мемуары о деятелях искусства и культуры.

Чары Гелдимурадов также написал более ста рассказов, более шестидесяти мемуаров о деятелях культуры и множество статей, посвящённых вопросам художественного перевода.

## Наследие
Чары Гелдимурадов — значимая фигура в туркменской литературе. Его творчество и переводы не только обогатили национальную культуру, но и помогли установить культурный диалог между Туркменистаном и другими странами.